# Satrapodes
Satrapodes là một chi bướm đêm thuộc họ Noctuidae.